# Шемлей Йосип Федорович
Йо́сип Шемле́й  (12 січня 1896, село Колиндяни, повіт Чортків, Королівство Галичини і Володимирії, Австро-Угорська імперія , нині Чортківський район, Тернопільська область,  Україна — 26 січня 1969, село Колиндяни) — український мовознавець. Грекокатолик. Вільно володів українською, російською, польською, німецькою, чеською, грецькою, латинською мовами.

## Життєпис

### Батьки
Батько — Федір Миколайович Шемлей. Мати — Євдокія Казимирівна Боднар.

### Роки навчання
1914 закінчив гімназійні студії в Станіславі. Рік працював вчителем у Колиндянах. Потім ще рік служив у австрійській армії. Ще два роки в Українській галицькій армії. 23 березня 1923 здав іспит зрілості як екстерніст. На основі цього іспиту визнано зрілим з поступом добрим до студій у школах академічних у Станіславі.

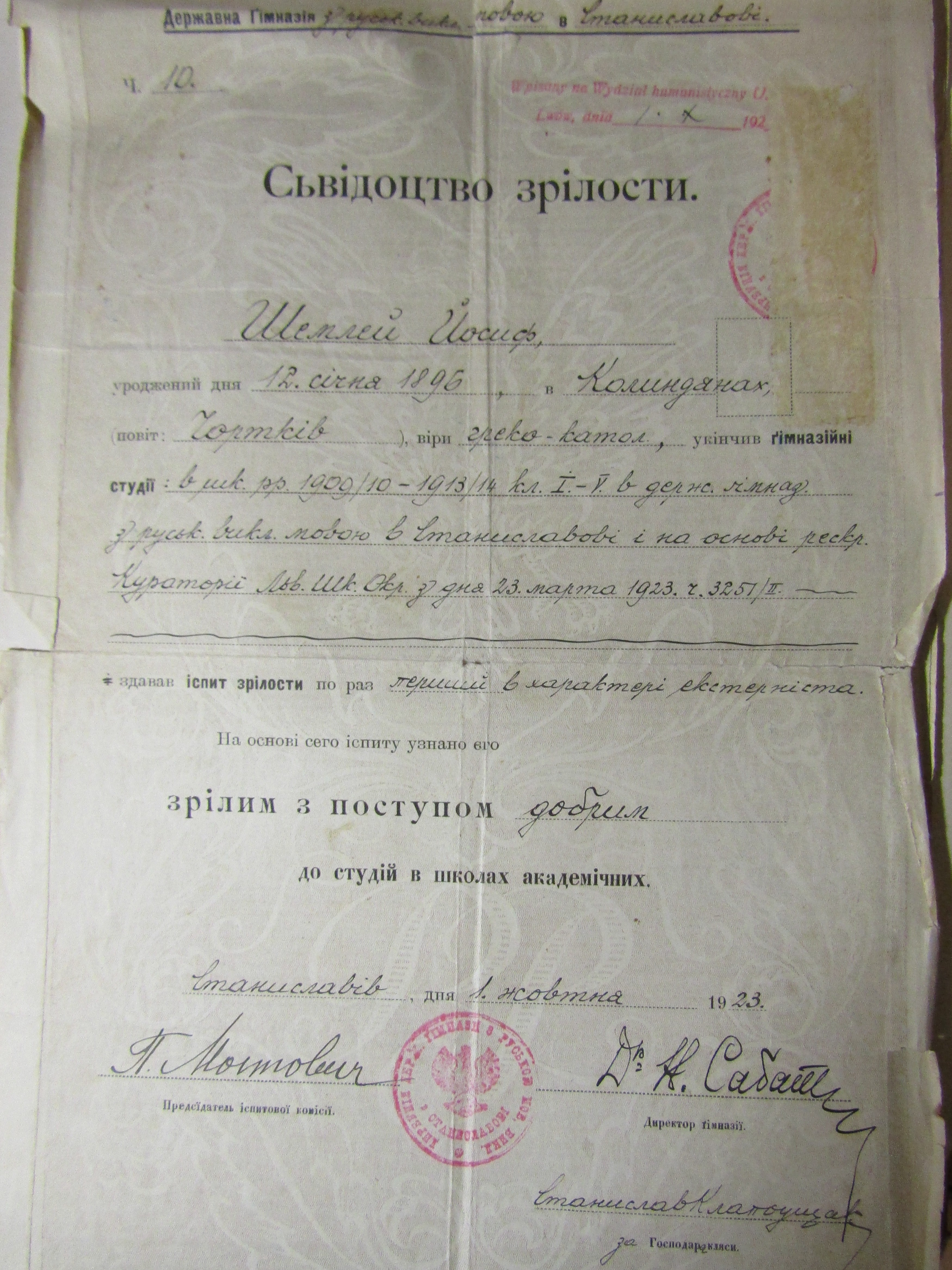
Документ, що засвідчує успіхи у навчанні українського мовознавця Йосипа Шемлея

### Праця
У 1925—1930 роках студіює у Львівському університеті Яна Казимира. Учень Тадеуша Лера-Сплавінського та Яна Яніва. Згодом — асистент кафедри української філології (1929—1935), лектор української мови (1929—1937). Серед гуртківців студентів-україністів при Науковій секції Товариства прихильників освіти мав дружні відносини з Богданом-Ігорем Антоничем. Неодноразово їздив на наукові конгреси у Варшаву, де й запропонували роботу. Проте Йосиф не захотів приймати польське підданство і залишився працювати в Львові. У 1940—1941 — викладає українську мову у Львівському державному університеті імені Івана Франка. Хвороба стала причиною того, що Йосиф повернувся в рідне село, де працює учителем німецької мови з 1945 по 1968. Відроджує драматичний гурток у Колиндянах.

### Сімейне життя
1946 одружується із землячкою Юлією Пахолків. Через рік народжується син Мирослав.

### Звання
8 вересня 1965 на засіданні кафедри української мови Львівського державного університету імені Франка присвоїли вчене звання доцента і вчений ступінь кандидата філологічних наук без захисту дисертації на основі друкованих і рукописних наукових робіт.

## Наукові інтереси
1940 року в словниковому секторі відділу мови Львівської філії Інституту мовознавства працював над створенням польсько-українського словника.
Пише праці з історії й діалектології української мови, зокрема про відприкметникові прислівники і генезу лемківських говірок. Захоплюється історією української мови та діалектології, зокрема функціонуванням відприкметникових прислівників та генезою лемківських говірок («Z badań nad gwarą łemkowską»).

## Список праць
1. Орудний однини жіночих іменників в українських говірках // Рідна мова, 1933. — С.89-92, 129-132.
2. Нове «е» Соболевського чи Потебні? // Рідна мова, 1933. — С.175-180.
3. Погляди Шевченка на Мазепу // Літературний часопис «Дажбог», Львів, квітень 1933.
4. Дещо з вертепних колядок // Часопис «Діло», Львів, 15 січня 1934.
5. З народних говірок, святкове число щоденника // Новий час, Львів, 7 квітня 1934.
6. Про давні релігійні секти на Україні // Життя і Знання, Львів, липень 1934.
7. Хто такі старовіри // Життя і Знання, Львів, жовтень 1934.